# Page Avenue
Page Avenue е дебютният и първият студиен албум на Story Of The Year. Той е издаден на 6 септември 2003, чрез Maverick Рекърдс. Албумът достига до номер 51 в класацията Билборд 200.

## Песни
1. And The Hero Will Drown 3:13
2. Until The Day I Die 3:55
3. Anthem Of Our Dying Day 3:37
4. In The Shadows 3:28
5. Dive Right In 3:15
6. Swallow The Knife 3:36
7. Burning Years 3:07
8. Page Avenue 3:37
9. Sidewalks 3:34
10. Divide And Conquer 3:04
11. Razorblades 3:23
12. Falling Down 3:58
13. The Heart Of Polka Is Still Beating 3:45

## Членове на групата
- Дан Марсала – Вокалист
- Райън Филипс – Соло китара
- Адам Русел – Бас китара
- Филип Снийд – Ритъм китара
- Джош Уилс – Барабани